# Pierre Engvall
Pierre Ove Tommy Engvall (* 31. Mai 1996 in Ljungby) ist ein schwedischer Eishockeyspieler, der seit Februar 2023 bei den New York Islanders aus der National Hockey League (NHL) unter Vertrag steht und dort auf der Position des linken Flügelstürmers spielt. Zuvor war Engvall bereits für die Toronto Maple Leafs in der NHL aktiv, mit deren Farmteam Toronto Marlies er im Jahr 2018 den Calder Cup der American Hockey League (AHL) gewann.

## Karriere

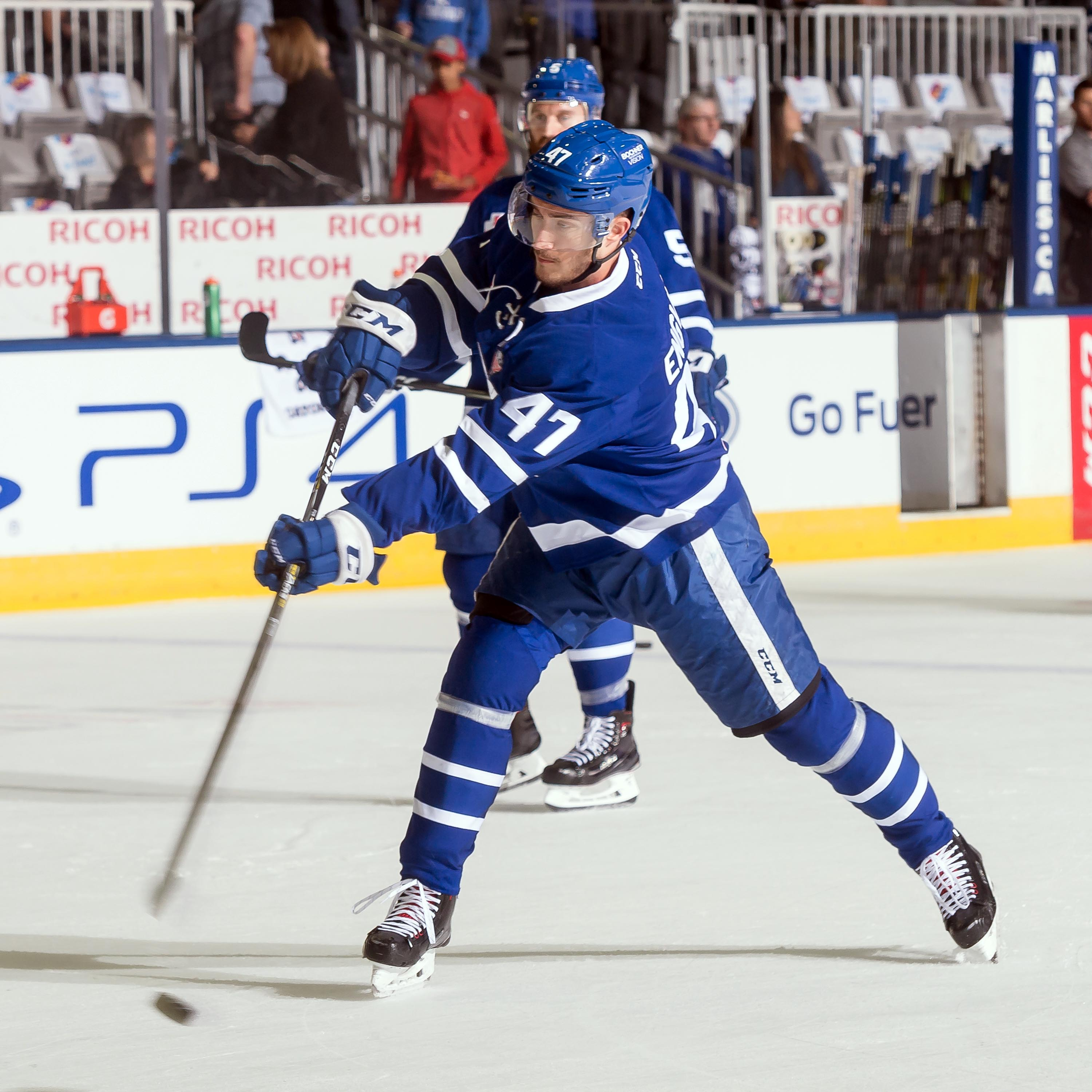
Engvall im Trikot der Toronto Marlies (2018)

Engvall durchlief die bis zum Sommer 2012 die Nachwuchsabteilung seines Heimatvereins IF Troja-Ljungby, für den der Stürmer bis zu seinem 16. Lebensjahr spielte und zu diesem Zeitpunkt bereits in der U18-Mannschaft des Klubs auflief. Anschließend wechselte Engvall in die Juniorenabteilung des Erstligisten Frölunda HC. Dort war er insgesamt drei Jahre in der U18- und U20-Mannschaft aktiv. Im Verlauf der Saison 2013/14 feierte er zudem sein Profidebüt in der zweitklassigen Allsvenskan, wo er auf Leihbasis für seinen Stammverein aus Ljungby auflief. Anschließend erfolgte die Wahl des Talents im NHL Entry Draft 2014 in der siebten Runde an 188. Position durch die Toronto Maple Leafs aus der National Hockey League (NHL). Während der Spielzeit 2014/15 kam Engvall zu weiteren Profieinsätzen – diesmal für Frölunda selbst in der Svenska Hockeyligan (SHL) und abermals auf Leihbasis für den IK Oskarshamn in der Allsvenskan.
Mit Beginn des Spieljahres 2015/16 wechselte der Offensivspieler fest in die Allsvenskan zum Mora IK. Dort schaffte er am Ende der zweiten Saison mit Mora den Aufstieg in die SHL. In der Folge des Aufstiegs erhielt Engvall einen Probevertrag bei den Toronto Marlies, dem Farmteam der Maple Leafs, aus der American Hockey League (AHL) und absolvierte eine Playoff-Partie für den Klub. Zur Saison 2017/18 wechselte der Angreifer innerhalb Schwedens zum Erstligisten HV71, bevor er nach dem Ende der Spielzeit im europäischen Eishockey erneut per Probevertrag die Spielzeit bei den Toronto Marlies in der AHL beendete. Nachdem er im März 2018 zum Team gestoßen war, gewann er drei Monate später den Calder Cup mit dem Franchise. Bereits im Mai hatte er einen NHL-Einstiegsvertrag bei den Toronto Maple Leafs für die folgenden zwei Spielzeiten unterschrieben.
Die erste Saison in Nordamerika verbrachte der Schwede komplett in der AHL bei den Marlies und nach einem guten Start in die Saison 2019/20 in der AHL, erhielt er alsbald die Berufung in den NHL-Kader der Maple Leafs. Dort blieb er nach Vertragsverlängerungen in den Sommern 2020 über zwei Jahre und 2022 um ein weiteres auch vor dem Hintergrund der COVID-19-Pandemie bis zum Ende Februar 2023 Stammspieler, ehe er im Tausch für ein Drittrunden-Wahlrecht im NHL Entry Draft 2024 an die New York Islanders abgegeben wurde. Dort unterzeichnete er nach der Saison 2022/23 einen mit 21 Millionen US-Dollar dotierten Siebenjahresvertrag.

### International
Engvall durchlief von der U16 bis zur U20 alle Junioren-Nationalmannschaften des Svenska Ishockeyförbundet. Sein einziges internationales Turnier bestritt er mit der World U-17 Hockey Challenge 2013, bei der die Schweden die Goldmedaille gewannen. Zum Turniersieg trug der Stürmer in sechs Turnierspielen drei Scorerpunkte bei.

## Erfolge und Auszeichnungen
- 2015 Schwedischer U20-Junioren-Vizemeister mit dem Frölunda HC
- 2017 Aufstieg in die Svenska Hockeyligan mit dem Mora IK
- 2018 Calder-Cup-Gewinn mit den Toronto Marlies

### International
- 2013 Goldmedaille bei der World U-17 Hockey Challenge

## Karrierestatistik

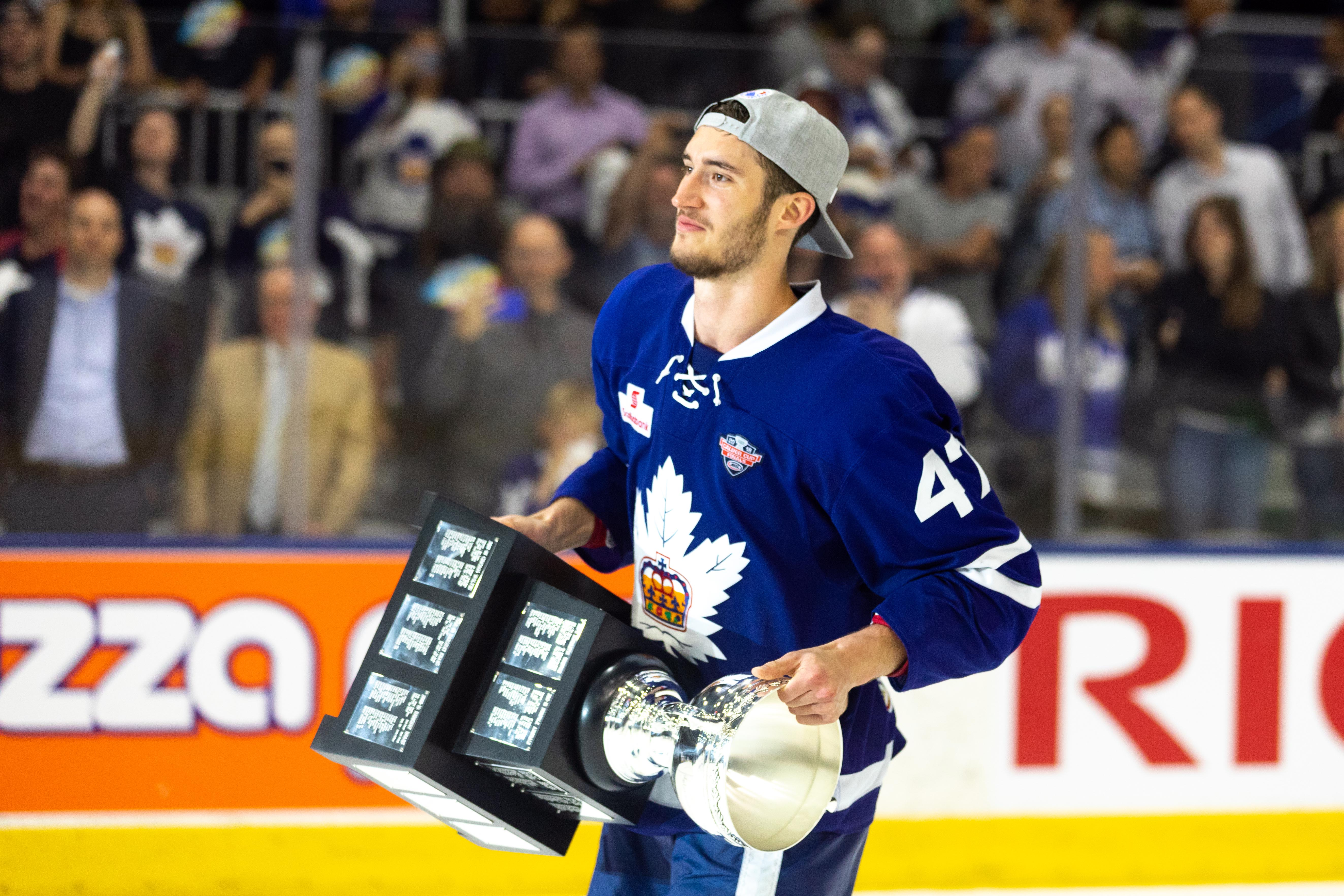
Engvall nach dem Gewinn des Calder Cups (2018)

Stand: Ende der Saison 2024/25

### International
Vertrat Schweden bei:
- World U-17 Hockey Challenge 2013

(Legende zur Spielerstatistik: Sp oder GP = absolvierte Spiele; T oder G = erzielte Tore; V oder A = erzielte Assists; Pkt oder Pts = erzielte Scorerpunkte; SM oder PIM = erhaltene Strafminuten; +/− = Plus/Minus-Bilanz; PP = erzielte Überzahltore; SH = erzielte Unterzahltore; GW = erzielte Siegtore; 1 Play-downs/Relegation; Kursiv: Statistik nicht vollständig)